# برنارد غرين
برنارد غرين (بالإنجليزية: Bernard Green)‏ هو مؤرخ بريطاني، ولد في 1953، وتوفي في 22 مارس 2013.